# Praon gallicum
Praon gallicum är en stekelart som beskrevs av Jaroslav Stary 1971. Praon gallicum ingår i släktet Praon och familjen bracksteklar. Inga underarter finns listade i Catalogue of Life.